# Conscience (Band)
Conscience ist ein norddeutsches Musikprojekt des Multiinstrumentalisten RI. Es gibt weitere Bands/Projekte mit diesem Namen, die jedoch alle später gegründet wurden.

## Geschichte
Conscience wurde im August 1991 von RI als Soloprojekt gegründet. Zuvor steuerte RI bei zwei Stücken des kurzlebigen Projektes AGONY Texte und Gesang bei. RI hatte bis dahin nur Erfahrungen mit der Heimorgel seines Vaters sammeln können und entwickelte in der Folge eine Abneigung gegen Orgelklänge. Die ersten Kassetten entstanden unter Zuhilfenahme eines Atari 1040ST mit der Software „Creator“ als Sequenzer. Diese waren jedoch mangels Equipment noch rein instrumental.
Die Kassette Calls of Despair enthielt erstmals überwiegend gesungene Stücke. Die Kassette Tales hob die Musik durch den Einsatz des damals aktuellen Synthesizers Korg 01/W auf ein professionelleres Niveau. 1993 erfolgte mit The day will come der erste Samplerbeitrag auf CD. Weitere Kassetten und Samplerbeiträge folgten. Gleichzeitig wurde das Equipment stetig erweitert.
1997 erfolgten die Arbeiten zu Hardware. Daraus wurden vier Titel für die erste EP-CD-Veröffentlichung ausgewählt. Die CD erschien 1998 auf dem Label Kafue-Systeme.
Von 2007 bis 2009 wurden die Alben und EPs auf NewEx-Records in kleinen Auflagen veröffentlicht und erstmals in größerem Maße in Downloadshops angeboten. 2009 wechselte das Projekt zum Label Echozone und veröffentlichte das Album Gravity Has Gone.
Von 2007 bis 2013 gab es eine Reihe von Gastsängern bei Conscience, darunter Katharina Burges und Stian Shiver, Dan Söderqvist (Twice a Man) auf I Can’t Get Away, Colin Angus (The Shamen) auf Falling oder Mel (Future Trail) auf The Future. Insbesondere Perception und Falling (Remix) erreichten Aufmerksamkeit.
Da RI weder über eine Live-Band verfügt, noch ausreichend Zeit für Proben und Auftritte hat, gab es bislang nur drei Auftritte mit wechselnden Besetzungen. RI fertigte unter dem Namen Conscience über die Jahre zahlreiche Remixe für andere Künstler an, so zuletzt z. B. für Mystigma, !distain, In Good Faith, Arctic Sunrise oder Moon74.
Für 2020 wurde über Facebook das erste komplette Album seit drei Jahren angekündigt.

## Stil
Die Musik von Conscience ist geprägt durch vielfältige Einflüsse, die von der elektronischen Musik der 1970er und 1980er bis hin zu Wave, Synthpop und EBM reichen. So wurden diese Einflüsse auf den Alben immer wieder neu kombiniert und mit wechselnden Schwerpunkten in Szene gesetzt. Stilprägend sind vor allem der Einsatz unüblicher Sounds und der ein normales Maß sprengende Ideenreichtum, der bereits in frühen Werken deutlich wird. Dadurch wird eine einfache Zuordnung des Projektes zu einem bestimmten Genre, wie z. B. Synthiepop der Musik nicht gerecht.

## Diskografie

### Kassetten, CD-Rs, Downloads
- 1991: The Screen (Kassette)
- 1991: On a Strange Planet (Kassette)
- 1992: Facts and Illusions (Kassette)
- 1992: Calls of Despair (Kassette)
- 1992: Reflections (Kassette)
- 1992: Tales (Kassette, Download)
- 1993: Evolution (Kassette, Download)
- 1993: Invisible Alienation (Kassette, Download)
- 1994: Mind-mirror (Kassette, Download)
- 1994: '91/'92 − A Compilation of Early Works (Kassette)
- 1994: Virtuality (Kassette, Download)
- 1995: Scope (Kassette, Download)
- 1997: Hardware (Kassette, CD-R, Download)
- 1997: Cleaned Up (a compilation of unreleased material) (Kassette, CD-R, Download)
- 1999: Phases (CD-R, Download on www.science2.de)
- 2000: Hysteria Repeats Itself (CD-R, Download)
- 2001: Skyline of My Mind – Ten Years of Conscience (CD-R, Download)
- 2002: Phases² (re-release, reworked) (CD-R, Download)
- 2003: Nothing Has to Be (CD-R, Download)
- 2009: Theatre of Deception (Download-Single) (Download on www.science2.de)
- 2010: Perception (EP, Download)
- 2011: Obsession (EP, Download)
- 2012: To Stay Invisible (EP, Download)
- 2012: My Amplitude (EP, Download)
- 2012: Our Resonance (EP, Download)
- 2013: Guests of Conscience (Download-Kompilation)
- 2014: Reverse Engineering (Download)
- 2015: Extended Conscience (Download-Kompilation)
- 2016: Backwards (EP, Download)
- 2016: Dis-covered (Cover-album)
- 2017: Inappropriate (Download)
- 2017: A Tough Call for the Wizard (EP, Download)
- 2018: Evasive Manoeuvres (EP, Download)
- 2018: Adrift (EP, Download)
- 2019: Salvage My Soul (EP, Download)
- 2019: Backwards² (EP, Download)[1]
- 2020: Cold Love (Single)
- 2020: Sentient (Album)
- 2020: Collapsing Minds (Single)
- 2020: Just Let It Happen (Single)
- 2021: Alternative-Rarities Part II
- 2021: Instrumental-Rarities Part III
- 2021: The Reason (Single)
- 2021: Hardware_revisited
- 2022: No Fear (Single)
- 2022: Imagine (Single)
- 2022: Second to None (Album)
- 2022: Contact Me (Single)

### EPs, Singles
- 1998: Hardware EP (CD, Kafue-Systeme)
- 2007: Blurred Fish EP (CD, NewEx Records)

### Alben (CDs)
- 2007: Superior Fish (NewEx Records)
- 2008: Nothing Has to Be (Re-release mit Bonus-Album, NewEx Records)
- 2009: Gravity Has Gone + Best of Conscience (NewEx Records, Echozone)
- 2012: Your Frequency (Echozone)

Viele Alben sind kostenlos online erhältlich.

## Trivia
- Kein Titel von Conscience wurde jemals in einem anderen Studio aufgenommen als im eigenen Heimstudio Science2.
- RI ist ausgebildeter Toningenieur.
- Das erste Heimstudio wurde Science-Studio benannt. Nachdem dieses Studio für fast drei Jahre nicht existierte, wurde das neue Studio in Science2 umbenannt. Dort wurden später auch andere Bands produziert. Trotz wechselnder Adressen wurde der Name des Studios bis heute beibehalten.
- Von den zahlreichen Nebenprojekten ist derzeit vor allem Science O.C.N. aktiv.[3]